# Atletismo nos Jogos Pan-Americanos de 2015 - 800 m feminino
A competição dos 800 m rasos feminino foi um dos eventos do atletismo nos Jogos Pan-Americanos de 2015, em Toronto. Foi disputada no Estádio CIBC de Atletismo Pan e Parapan-Americano entre os dias 21 e 22 de julho.

## Calendário
Horário local (UTC-4).
| Data        | Horário | Fase      |
| ----------- | ------- | --------- |
| 21 de julho | 18:45   | Semifinal |
| 22 de julho | 19:30   | Final     |

## Medalhistas
| Ouro   | CAN Melissa Bishop |
| Prata  | USA Alysia Montaño |
| Bronze | BRA Flavia de Lima |

## Recordes
Recordes mundial e pan-americano antes da disputa dos Jogos Pan-Americanos de 2015.
| Tipo                             | Atleta                | Tempo   | Local   | Data                |
| -------------------------------- | --------------------- | ------- | ------- | ------------------- |
|                                  | Jarmila Kratochvílová | 1:53.28 | Munique | 26 de julho de 1983 |
| Recorde dos Jogos Pan-Americanos | Ana Fidelia Quirot    | 1:58.71 | Havana  | 8 de agosto de 1991 |

## Resultados

### Semifinal
| Colocação | Bateria | Name              | Nationality           | Time    | Notes                |
| --------- | ------- | ----------------- | --------------------- | ------- | -------------------- |
| 1         | 1       | Flavia de Lima    | BRA Brasil            | 2:02.39 | Q                    |
| 2         | 1       | Alysia Montaño    | USA Estados Unidos    | 2:02.95 | Q                    |
| 3         | 1       | Jessica Smith     | CAN Canadá            | 2:03.34 | Q                    |
| 4         | 1       | Gabriela Medina   | MEX México            | 2:03.94 | q                    |
| 5         | 2       | Rose Mary Almanza | CUB Cuba              | 2:04.39 | Q                    |
| 6         | 2       | Melissa Bishop    | CAN Canadá            | 2:04.51 | Q                    |
| 7         | 2       | Phoebe Wright     | USA Estados Unidos    | 2:04.88 | Q                    |
| 8         | 2       | Kimarra McDonald  | JAM Jamaica           | 2:05.72 | q                    |
| 9         | 2       | Erika Lima        | BRA Brasil            | 2:06.44 |                      |
| 10        | 1       | Alena Brooks      | TTO Trinidad e Tobago | 2:07.82 |                      |
| 11        | 2       | Cristina Guevara  | MEX México            | 2:08.11 | Recorde da temporada |
| 12        | 2       | Sonia Gaskin      | BAR Barbados          | 2:09.01 |                      |
| 13        | 1       | Alethia Marrero   | PUR Porto Rico        | 2:11.39 |                      |
| 14        | 1       | Sahily Diago      | CUB Cuba              | 2:13.72 |                      |

### Final
| Colocação         | Faixa | Atleta            | Nacionalidade      | Tempo   | Notas           |
| ----------------- | ----- | ----------------- | ------------------ | ------- | --------------- |
| Medalha de ouro   | 4     | Melissa Bishop    | CAN Canadá         | 1:59.52 |                 |
| Medalha de prata  | 3     | Alysia Montaño    | USA Estados Unidos | 1:59.76 |                 |
| Medalha de bronze | 7     | Flavia de Lima    | BRA Brasil         | 2:00.40 | Recorde pessoal |
| 4                 | 5     | Rose Mary Almanza | CUB Cuba           | 2:01.82 |                 |
| 5                 | 8     | Jessica Smith     | CAN Canadá         | 2:03.02 |                 |
| 6                 | 1     | Gabriela Medina   | MEX México         | 2:03.91 |                 |
| 7                 | 6     | Phoebe Wright     | USA Estados Unidos | 2:04.17 |                 |
| 8                 | 2     | Kimarra McDonald  | JAM Jamaica        | 2:04.37 |                 |

Legenda
| Recorde mundial                  | Recorde mundial (World record)               |                       | Recorde africano                      | Recorde africano (African) |                                           | Q | Classificado por posição (Qualified) |
| Recorde dos Jogos Pan-Americanos | Recorde pan-americano (Pan-American record)  | Recorde da América    | Recorde da América (Americas)         | q                          | Classificado por melhor tempo (Qualified) |   |                                      |
| Melhor marca do ano              | Melhor marca do ano (World leading)          | Recorde asiático      | Recorde asiático (Asian)              | DNS                        | Não largou (Did not start)                |   |                                      |
| Recorde nacional                 | Recorde nacional (National record)           | Recorde europeu       | Recorde europeu (European)            | DNF                        | Não terminou (Did not finish)             |   |                                      |
| Recorde pessoal                  | Recorde pessoal do atleta (Personal best)    | Recorde da Oceania    | Recorde da Oceania (Oceania)          | DSQ / DQ                   | Desclassificado (Disqualified)            |   |                                      |
| Recorde da temporada             | Recorde da temporada do atleta (Season best) | Recorde sul-americano | Recorde sul-americano (South America) | NM                         | Sem marca (No mark)                       |   |                                      |